# Ballrooms of Mars
«Ballrooms of Mars» es una canción de 1972 del género glam rock del grupo británico T. Rex compuesta por su líder, Marc Bolan, y se encuentra en su séptimo álbum The Slider, que se publicó en julio del año de 1972.

## Versiones
El grupo estadounidense The Bongos incluyó el tema en su LP Between Heaven and Cello, también se encuentra en la banda sonora de la película Escuela de rock.

## Divina (Los Bailes de Marte)
En 1980 el grupo de rock español Radio Futura publicó una versión en castellano, titulada «Divina (Los Bailes de Marte)». Con letra de Herminio Molero este adapta el contenido a las circunstancias de la España del momento, y en especial a los albores de la Movida madrileña. Esta versión en castellano estaba dedicada a la cantante Olvido Gara, a la que expresamente se alude en la letra mencionando su paso por el grupo Kaka de Luxe. Se trata de uno de los primeros éxitos, junto a «Enamorado de la moda juvenil», de la que llegó a convertirse en una de las bandas de pop-rock españolas más emblemáticas de la década de 1980.
Se lanzó como segundo sencillo del álbum Música Moderna en el verano de 1980.